# Àtxinsk
Àtxinsk (en rus Ачинск) és una ciutat del krai de Krasnoiarsk, a Rússia. Es troba a la vora dreta del riu Txulim, afluent de l'Obi, a 162 km a l'oest de Krasnoiarsk i a 3.211 km a l'est de Moscou.